# Jasna Klančišar
Jasna Klančišar [jásna klančíšar], slovenska fotografinja, profesorica, kuratorka in LGBT aktivistka, * 8. januar 1973, Ljubljana, Slovenija.

### Šola in študij
Obiskovala je Srednjo šolo za oblikovanje in fotografijo v Ljubljani, smer fotografija (1987-1991). Leta 1999 se je vpisala na Akademijo lepih umetnosti FAMU v Pragi (Akademie múzických umění v Praze, Filmová a televizní fakulta), kjer je diplomirala leta 2002 in magistrirala leta 2004.V času študija je opravljala različna fotografska dela in imela številne razstave, tako v Sloveniji kot v tujini.

### Delavnice, festivali in razstave
V letih 2005 in 2010 je vodila ustvarjalne mladinske delavnice v Mednarodnem grafičnem likovnem centru v Ljubljani. Od leta 2005 do 2015 je sodelovala z Mladinskim centrom Trbovlje, društvom ŠKUC in Društvom Parada ponosa, kjer je vodila fotografske delavnice in tečaje. Sodelovala je pri ustvarjanju promocijske vizualne podobe Žive knjižnice – ne sodi knjige po platnicah in slikovnem opremljanju knjig založbe ŠKUC Lambda. Deluje znotraj številnih organizacijskih odborov kulturnih festivalov - Sežana Foto Film, Lezbična četrt in Dnevi raznolikosti.

### Poučevanje
Je predavateljica fotografije na Akademiji za vizualne umetnosti A.V.A., Višji strokovni šoli Sežana in GEA College CVŠ. Trenutno nosi akademski naziv docentke.

## Razstave

### Izbrane samostojne razstave
- 2017 Ljubljana; Atrij Mestne hiše Ljubljana ; 30˝ - portreti transspolnih in cisspolno nenormativnih oseb
- 2017 Ljubljana; Mladinski center Hrastnik; 30˝ - portreti transspolnih in cisspolno nenormativnih oseb
- 2017 Ljubljana; Galerija ŠKUC; 30˝ - portreti transspolnih in cisspolno nenormativnih oseb
- 2017 Ljubljana; Pritličje; 30˝ - portreti transspolnih in cisspolno nenormativnih oseb
- 2015 Buje; Mestna galerija Orsola; Zadnji ples naj bo moj ples
- 2008 Ljubljana; Galerija Foto Tivoli; Prinesi mi sanje
- 2007 Hrastnik; Galerija Delavski dom Hrastnik; Portreti iz Hrastnika
- 2003 Praga; Mala galerie; Gimnastika, moje življenje

### Izbrane skupinske razstave
- 2020 Ljubljana; Desni atrij Mestne hiše; 20 let parade ponosa v Ljubljani
- 2014 Ljubljana; KUD France Prešeren; Prostori, sledi in sence. (Festival Lezbična četrt)
- 2014 Ljubljana; Zgodovinski atrij Mestne hiše v Ljubljani; S.K.U.P.(ni) delež družbi
- 2014 Ljubljana; Galerija Alkatraz; Skozi njene oči. Utrinki lezbično-feministične produkcije
- 2013 Ljubljana; Galerija ŠKUC; Nomadinje
- 2012 Ljubljana; Monokel; Dokumentirana preteklost
- 2009 Ljubljana; Galerija Krka Ljubljana; Skupina S.K.U.P.
- 2008 Piran; Mestna galerija Piran; Fotografija ki je ni
- 2008 Ajdovščina; Galerija Veno Pilon; Potajenost vid(e)nega
- 2008 Subotica; Before me and after YoU; Moderna galerija likovni susret Subotica
- 2007 Kranj; Gorenjski muzej; Študenti in študentke fotografije na praški FAMU
- 2007 Lendava; Nova F, skupinska razstava
- 2006 Velenje; Galerija Velenje; Figura na začetku stoletja
- 2006 Piran; Mestna galerija Piran; Intimno, skupinska razstava
- 2006 Maribor; Umetnostna galerija Maribor; Nova F
- 2005 Praga; Bethlehem Chapel; Lands on the edge
- 2003 Lodz; International Festival of Photography in Lodz
- 2001 Ljubljana; Jakopičeva galerija; Akt na Slovenskem
- 2001 Ljubljana; KUD France Prešeren; Camera Obscura.
- 2001 LjubljanaBeograd; Centar za kulturno dekontam.; Camera Obscura

## Scenska fotografija
- 2004; Od Groba do groba, Jan Cvitkovič
- 2012; Jutri, Drago Graf

## Kuratorstvo
- 2020 Ljubljana; Desni atrij Mestne hiše; 20 let parade ponosa v Ljubljani
- 2014 Ljubljana; KUD France Prešeren; Prostori, sledi in sence
- 2014 Ljubljana; Galerija Alkatraz; Skozi njene oči. Utrinki lezbično-feministične produkcije
- 2013 Ljubljana; Galerija ŠKUC; Nomadinje
- 2012 Ljubljana; Monokel; Dokumentirana preteklost